# Jacinta Nandi

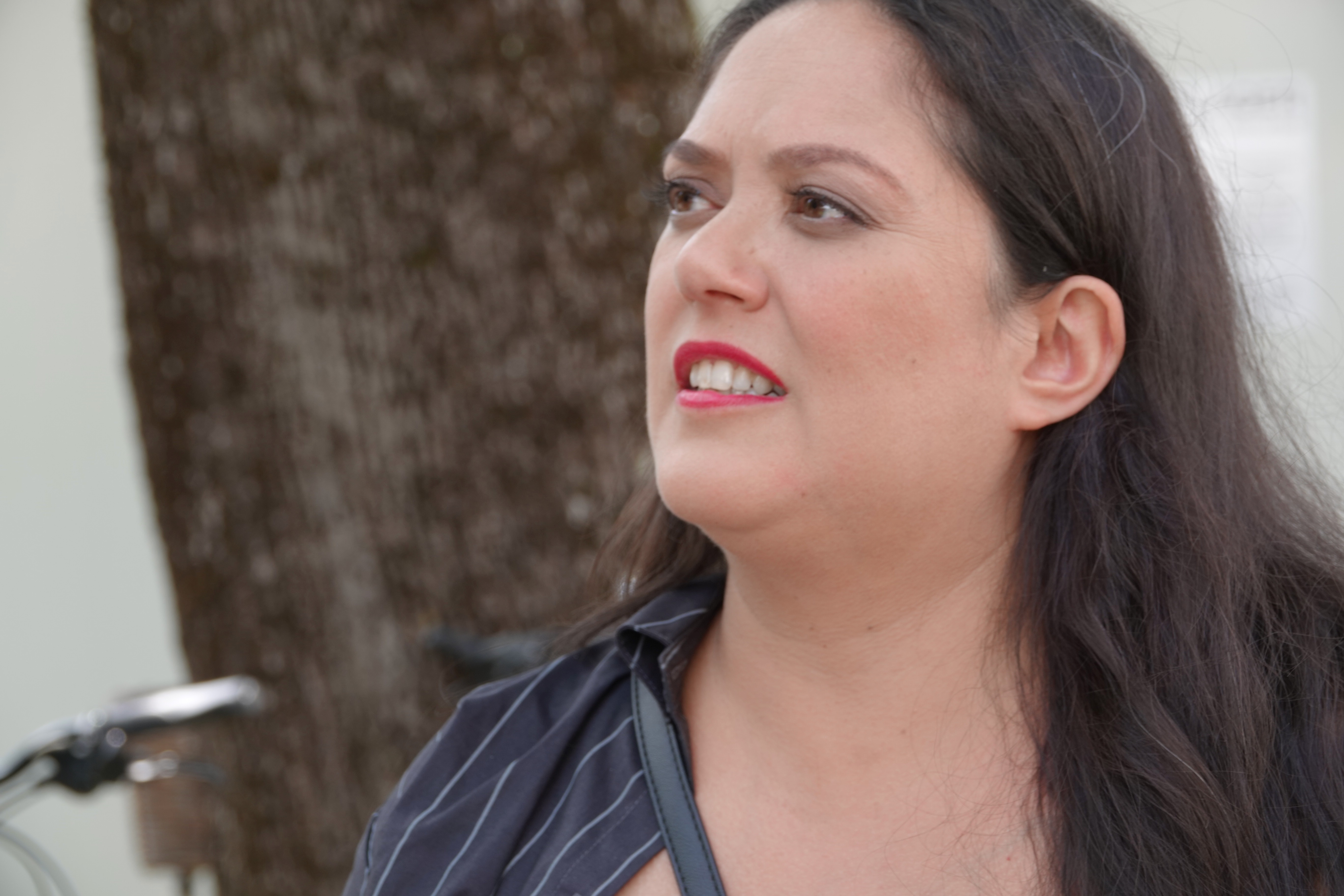
Jacinta Nandi 2023

Jacinta Nandi (geboren 4. April 1980 in London) ist eine britische Autorin, Bloggerin und Kolumnistin. Sie lebt seit 2000 in Berlin und schreibt in deutscher und englischer Sprache.

## Leben
Jacinta Nandi wurde 1980 in Ost-London geboren. Ihre Familie entstammt der englischen Arbeiterklasse. Die Eltern sind geschieden. Nandi wuchs mit einem Stiefvater und Halbgeschwistern in Ilford auf. Nach Abschluss der Schule studierte sie moderne Sprachen und kam im Jahr 2000 nach Berlin, um als Assistenzlehrerin an einer Grundschule zu arbeiten. Sie schloss das Studium mit dem Bachelor ab und lebt seither in Berlin, wo sie unter anderem als Englischlehrerin an einer privaten Sprachschule arbeitete. Nandi hat zwei Söhne, ist alleinerziehend und lebt in Berlin-Lichtenrade.

## Tätigkeit als Autorin
Nandi versuchte nach eigenen Angaben bereits als 16-Jährige, Groschenromane zu schreiben. In Berlin fand sie Anschluss an Lesebühnen und wurde darüber auch bekannt. Sie ist festes Mitglied der „Surfpoeten“ und der Neuköllner Lesebühne „Rakete 2000“. Sie schreibt sowohl in deutscher als auch in englischer Sprache, wobei sie immer wieder Wörter oder Sätze der jeweils anderen Sprache einfließen lässt. Nandi versteht sich als Feministin, wehrt sich in ihren Texten aber gegen Political Correctness. Für das englischsprachige Berlin-Magazin Exberliner verfasste Jacinta Nandi bis 2014 regelmäßig Artikel in ihrem Blog „Amok Mama“. In den Texten in ihrem typisch sarkastischen Stil geht es oft um ihren Alltag als Alleinerziehende, das Leben als Single in Berlin und um die Unterschiede zwischen England und Deutschland. Seit September 2019 schreibt sie wieder wöchentlich Texte für das Magazin. In der taz erschien Nandis Kolumnen-Serie „Die gute Ausländerin“. Seit April 2014 betreibt sie ein taz-Blog mit dem Titel „Riotmama“.
2011 erschien ihr erstes Buch mit dem Titel Deutsch werden: Why German people love playing frisbee with their nana naked. Zusammen mit dem Berliner Schriftsteller Jakob Hein veröffentlichte sie 2013 Fish’n’Chips & Spreewaldgurken. Warum Ossis öfter Sex und Engländer mehr Spaß hatten. Doris Akrap schrieb darüber in der taz: „So lustig waren Klischees selten.“ Im Jahr 2015 erschien Jacinta Nandis autobiografischer Roman Nichts gegen blasen. Die Wochenzeitung Jungle World beschrieb das Werk als „300-seitige Tour de Force durch Online-Dating-Portale, durch die eigene Familiengeschichte, die des Rassismus, der Migration und des Fußballs in England“. Das Urteil des Focus lautete: „Wer sich an der zotigen Sprache nicht stört, bekommt aber gute Unterhaltung geboten – und sicher auch den ein oder anderen Denk-Anstoß.“
2020 veröffentlichte Nandi Die schlechteste Hausfrau der Welt. Ein Erfahrungsbericht und Manifest, in dem sie die oftmals ungleiche Verteilung der Care- und Hausarbeit in heterosexuellen Partnerschaften thematisiert. 2022 folgte ihr Buch 50 Ways to Leave Your Ehemann, in dem sie erneut über Klasse, Armut, Care Work und nun auch darüber schrieb, was es sozial und wirtschaftlich bedeutet, den Vater des eigenen Kindes zu verlassen. Kapitel der beiden Bücher sind zuvor in Magazinen erschienen.
Im Juni 2023 nahm Nandi auf Einladung von Mithu Sanyal an den 47. Tagen der deutschsprachigen Literatur 2023 (Ingeborg-Bachmann-Preis) in Klagenfurt teil.

## Comedy
Zusammen mit Ben Knight, James Harris und Jörg Kaier gründete sie die Stand-up-Comedy- und Theater-Gruppe My English Class, die jeden Monat mit einem anderen Programm auf kleinen Bühnen und mit einem Musical im English Theatre Berlin auftrat. Philipp Lichterbeck befand 2008 im Tagesspiegel, My English Class gehöre „zum Gewagtesten, was Berlin jenseits der großen Bühnen zu bieten hat“.

## Veröffentlichungen
- Deutsch werden – Why German people love playing frisbee with their nana naked. Bühnentexte from an english amok mama in Berlin. periplaneta-Verlag, Berlin 2011, ISBN 978-3-940767-76-9.
- mit Jacob Hein: Fish’n’Chips & Spreewaldgurken. Warum Ossis öfter Sex und Engländer mehr Spaß hatten. Kiepenheuer & Witsch, Köln 2013, ISBN 978-3-462-04508-6.
- nichts gegen blasen. Ullstein Verlag, Berlin 2015, ISBN 978-3-86493-029-4.
- Die schlechteste Hausfrau der Welt. Ein Erfahrungsbericht und Manifest. Edition Nautilus, Hamburg 2020, ISBN 978-3-96054-240-7.
- 50 Ways to Leave Your Ehemann. Edition Nautilus, Hamburg 2022, ISBN 978-3-96054-303-9.
- WTF Berlin: Expatsplaining the German Capital. SATYR Verlag, Berlin 2022, ISBN 978-3947106820
- Lady-Mücken. Kurzgeschichte. Das Gramm #18, Berlin 2023.
- Single Mom Supper Club. Roman. Rowohlt, Hamburg 2025, ISBN 978-3-498-00719-5.

## Auszeichnung
- 2025: Longlist des Deutschen Buchpreises mit Single Mom Supper Club